# قالی نیشابور
قالی نیشابور گونه‌ای قالی ایرانی و از صنایع دستی همین خطه است که امروز و در گذشته تولید می شده‌است.
بر اساس مطالعات موجود تاریخ شروع قالیبافی در دروان معاصر و گسترش آن در نیشابور جدید به سال‌های پس از جنگ دوم جهانی باز می‌گردد. و کارگاه‌های قالیبافی در کاروانسرایی که اکنون ساختمان فعلی دارایی است دایر بود. استاد کاران ماهر از شهرهای مجاور نظیر سبزوار و کاشمر به نیشابور دعوت شدند. حبیب‌الله فکور و حسین گلابتونی از پیشکسوتان قالیبافی معاصر می‌باشند.